# César Azpilicueta
César Azpilicueta Tanco (Zizur Mayor, 28. kolovoza 1989.) španjolski je nogometaš koji igra na poziciji desnog beka. Trenutačno je bez kluba.
Prošavši omladinski pogon Osasune, proveo je tri sezone u La Ligi do prelaska u Olympique de Marseille, s kojim je osvojio četiri trofeja. U ljeto 2012. godine, prešao je u Chelsea, s kojim je osvojio Europsku ligu u svojoj prvoj sezoni i duplu krunu u Engleskoj dvije godine kasnije.
Azpilicueta je za mladu reprezentaciju Španjolske debitirao 2005. godine, predstavljao je svoju zemlju na dva Europska prvenstva za mlade igrače, osvojivši zlato 2011. godine. Svoj prvi nastup za seniorsku ekipu imao je 2013. godine. Igrao je za reprezentaciju Španjolske na Svjetskom prvenstvu 2014. i Europskom prvenstvu 2016. godine.